# Hymenostegia gracilipes
Espèce
Statut de conservation UICN

 EN B1+2c : En danger
Hymenostegia gracilipes est une espèce de plantes à fleurs de la famille des Fabaceae.

## Publication originale
- Bulletin of Miscellaneous Information, Royal Gardens, Kew 1928(9): 381–382. 1928.